# 지겐 다이스케
지겐 다이스케 (일본어:次元 大介)는 루팡 3세에 나오는 등장인물이며 저격수이다. 한국에서는 '알마로스'라불리는데 주로 루팡을 도우면서 악당들을 죽이거나 장애물을 파괴하는 등의 역할을 한다.
<LUPIN The lllrd:지겐 다이스케의 묘비>에서 지겐이 "나는 너의 비즈니스 파트너다.동료가 아니라."라고 말하는 것으로 보아 지겐은 루팡을 비즈니스 파트너라고만 생각하는 듯하다.
명중률 100%의 저격수,좋아하는 총은 매그넘 계열이며 특히 매그넘 357이다.